# Kinesiska pagoden

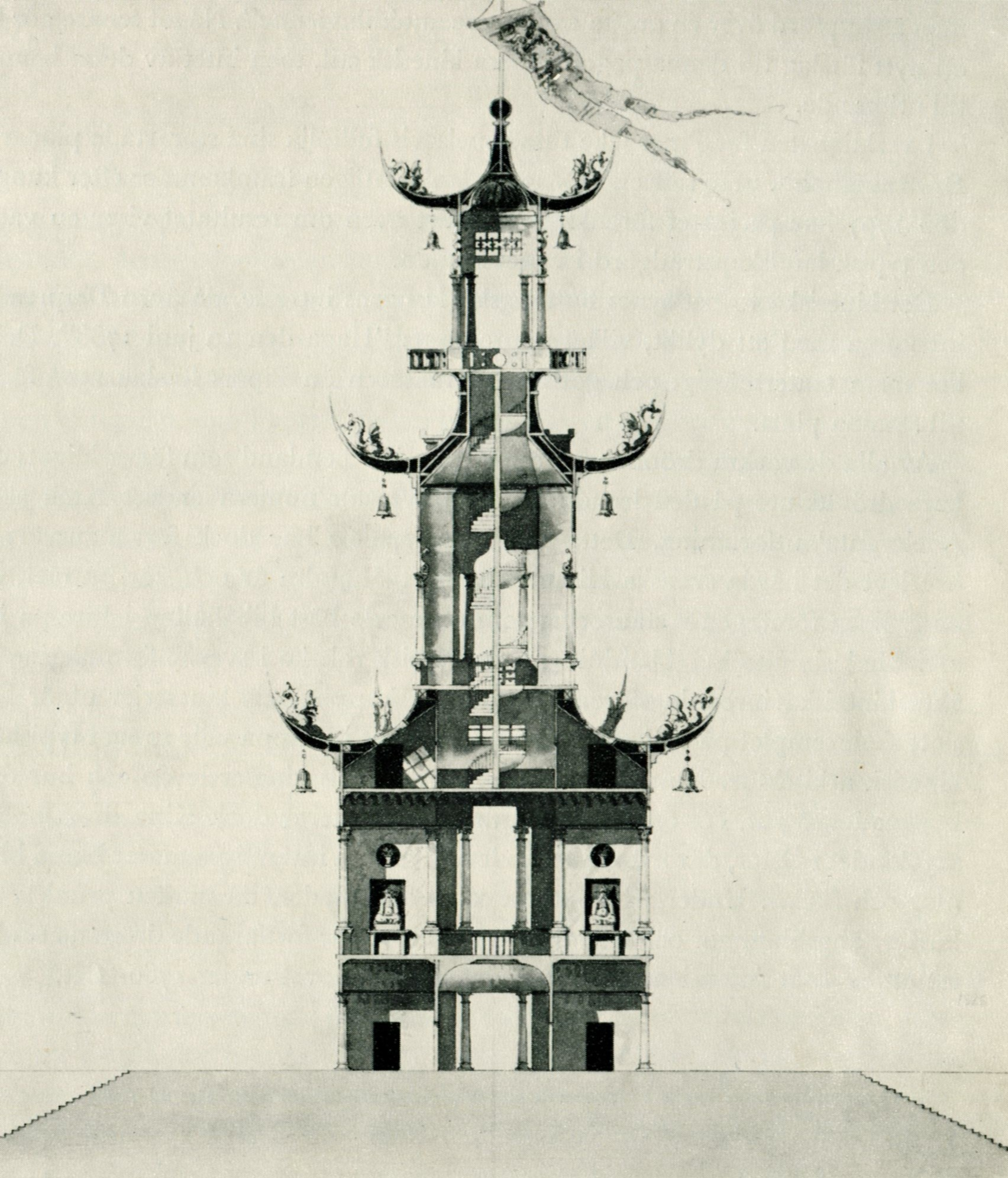
Desprez' pagodritning från 1788.

Kinesiska pagoden var en planerad byggnad i Drottningholms slottspark på Lovön, Stockholms län. Pagoden skulle uppföras vid Floras kulle strax öster om Kina slott men projektet förverkligades aldrig på grund av mordet på Gustav III.
En stor del av Gustav III:s idéer för byggnader inom den engelska parken kom aldrig till utförande. När Fredrik Magnus Piper 1781 lämnade en plan över parken redovisades redan alla karakteristiska element för en kunglig lustpark i engelsk stil. Här fanns vattendrag, broar, kullar, grässlänter (så kallad pelouse) och flera paviljonger i olika stilriktningar.
I en utökning mot norr ritade Piper i sin generalplan från 1797 en grotta med kanaler och kaskader, en mindre sjö med broar och promenadstigar samt en turkisk paviljong. Vid Floras kulle, öster om Kina slott skulle en kinesisk pagod bli en sammanbindande point de vue (slutpunkt i en syftlinje) mellan kinaanläggningen och den engelska parken tvärs över Tessins strikta barockpark. Som slutpunkt föreslog han monumentet över Gustav III på Monumentholmen. Piper upprättade flera förslag men inget av dem blev utförda, inte heller Louis Jean Desprez mera teatermässiga pagod, vilken godkändes av kungen “Haga den 19 juni 1788” byggdes.